# 女の歴史
『女の歴史』（おんなのれきし）は、1963年11月16日に公開された日本映画。製作、配給は東宝。モノクロ、東宝スコープ。
モーパッサンの『女の一生』から着想を得た笠原良三のオリジナル脚本を映画化した作品。

## キャスト
- 清水信子：高峰秀子
- 清水幸一（信子の夫）：宝田明
- 清水功平（信子の息子）：山﨑努、堀米広幸（少年期）
- 富永みどり（功平の恋人）：星由里子
- 清水君子（幸一の母）：賀原夏子
- 秋本隆（幸一の親友）：仲代達矢
- 秋本早苗（隆の娘）：宮本豊子
- 三沢玉枝：淡路恵子
- 木下静代（幸一の元恋人）：草笛光子
- 飛田（秋本の戦友）：加東大介
- 増田兼吉（信子の父）：藤原釜足
- 増田つね（信子の母）：菅井きん
- 増田礼一（信子の兄）：鈴木治夫
- 増田里子（礼一の妻）：中北千枝子
- 清水正次郎（幸一の父）：清水元
- 小出（清水材木問屋）：佐田豊
- 信子の叔母：三田照子
- まさ：大川秀子
- 吉川（清水材木問屋）：三浦敏男
- かつぎ屋の男：多々良純
- 林係長（東洋タクシー）：堺左千夫
- 村役場の兵事係：織田政雄
- 功平の同僚：児玉清
- 幸一の元同僚：伊藤久哉
- 功平の上司：小栗一也
- おたき（スワニーのホステス）：矢吹寿子
- 町内の世話役：中村是好
- みどりの隣人：塩沢とき
- 看護婦：樋口年子
- 旅館の番頭：中山豊
- 避難民：大村千吉
- 美容院の客：出雲八重子
- 弔問客：林幹
- 披露宴の進行役：柳谷寛
- 披露宴の参列者：河美智子
- 美容院のアシスタント：田辺和佳子
- 紅美恵子
- 東静子
- 安芸津広
- 生方壮児
- 記平佳枝

## スタッフ
- 監督：成瀬巳喜男
- 製作：金子正且、藤本真澄
- 脚本：笠原良三
- 音楽：斎藤一郎
- 撮影：安本淳
- 美術：中古智
- 録音：藤好昌生
- 照明：石井長四郎
- 編集：大井英史
- チーフ助監督：川西正純
- 製作担当者：黒田達雄
- 合成：向山宏
- 整音：下永尚
- 現像：キヌタ・ラボラトリー

## 同時上映
- 江分利満氏の優雅な生活
  - 原作：山口瞳／脚本：井手俊郎／監督：岡本喜八／主演：小林桂樹